# Wolf Dietrich (Romanist)
Wolf Dietrich (* 9. Oktober 1940 in Mülheim an der Ruhr) ist ein deutscher Romanist und Linguist mit Schwerpunkt in den Romanischen Sprachen aber auch der Sprachen der indigenen Völker Amerikas. Er ist emeritierter Hochschullehrer der Universität Münster.

## Leben
Wolf Dietrich, Sohn von Anneliese Dietrich, geborene Steil, und deren Ehemann, dem Chirurgen Herbert Dietrich, absolvierte im Jahre 1961 in Quakenbrück sein Abitur. Es folgten zum Studium von Romanistik und Latein Studienaufenthalte an den Universitäten Münster, von 1961 bis 1962, sodann in Montpellier von 1962 bis 1963 und schließlich an der Universität Tübingen von 1963 bis 1967. Von 1967 bis 1973 war er dort Assistent am Seminar für vergleichende Sprachwissenschaft. In Tübingen legte er sein 1. Staatsexamen in Französisch und Latein ab und wurde dort im Jahre 1971 mit einer von Eugenio Coseriu betreuten Dissertation zum „doctor philosophiae“ (Dr. phil.) promoviert. Es schloss sich von 1971 bis 1973 die Tätigkeit als wissenschaftlicher Assistent an der Universität Tübingen an.
Im Jahr 1973 folgten die Habilitation ebenda und eine Gastprofessur an der Universität von Navarra in Pamplona. Nach seinem Spanienaufenthalt erhielt er einen Ruf als ordentlicher Professor für Romanische Philologie an die Universität Münster. Zum Wintersemester 1973/1974 erhielt Dietrich in Münster den Lehrstuhl für Romanische Sprachwissenschaft. Sein wissenschaftliches Interesse gilt der Romanistischen Linguistik, Linguistik der indigenen Sprachen des südamerikanischen Tieflandes, Linguistik der Tupí-Guaraní-Sprachen, sowie allgemein der Grammatik, Wortbildung, Syntax, Semantik, historisch-vergleichende Sprachwissenschaft und der Varietätenlinguistik.
Wolf Dietrich ist evangelisch, heiratete 1969 Marta Kreppel und hat vier Kinder (Sebastian, Julia, Johannes und Agnes).

## Schriften
- Der periphrastische Verbalaspekt in den romanischen Sprachen. Untersuchungen zum heutigen romanischen Verbalsystem und zum Problem der Herkunft des periphrastischen Verbalaspekts. Niemeyer, Tübingen 1973 (als Dissertation 1971 und als Habilitationsschrift 1973, als Übersetzung ins Spanische 1982).
- Bibliografia da língua portuguesa do Brasil. Niemeyer, Tübingen 1980.
- El idioma chiriguano. 1982.
- More evidence for an internal classification of Tupi-Guarani languages. Gebr. Mann Verlag, Berlin 1990, ISBN 3-7861-1606-7.
- O português do Brasil. Perspectivas da pesquisa atual. Vervuert, Frankfurt am Main 2004, ISBN 3-86527-109-X.
- Eugenio Coseriu, Geschichte der romanischen Sprachwissenschaft, Bd.  2–4, bearbeitet und herausgegeben von Wolf Dietrich, Tübingen: Narr, 2020, 2021, 2022.